# Loles León

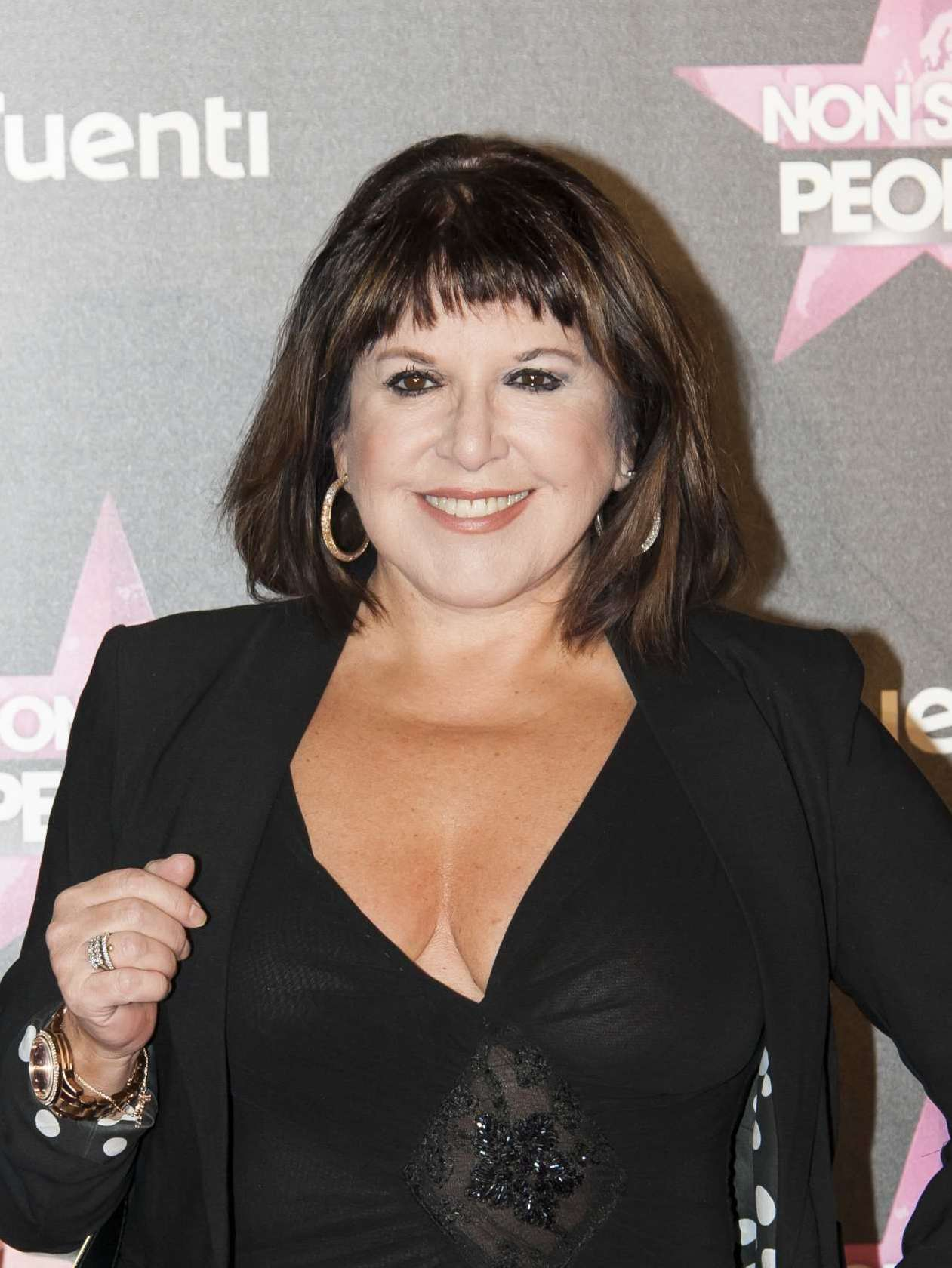
Loles León in 2015

Loles León, geboren María Dolores León Rodríguez (Barcelona, 1 augustus 1950), is een Spaans actrice.

## Biografie
Loles León trok naar Madrid om er een acteercarrière te beginnen en leerde er  Pedro Almodóvar kennen tijdens de Movida madrileña. Hij bood haar rollen aan Mujeres al borde de un ataque de nervios (1987) en ¡Átame! (1989). Later werkte ze met regisseur Vicente Aranda in El Amante Bilingüe (1993) en Libertarias (1996). In 1997 speelde zij haar eerste hoofdrol in Amor de hombre. In 2003 werd zij populair met haar rol van Paloma in Aquí no hay quien viva.
Ter ere van Bertolt Brecht, noemde zij haar zoon Bertoldo.

## Prijzen
- Festival de Cine de Girona.
  - 2004: Beste actrice. Implicación
- Fotogramas de Plata.
  - 2003: Beste televisieactrice.
- Unión de actores.
  - 2003: kandidate voor de prijs van beste hoofdrolspeelster voor televisie.

#### Premios Goya
| Jaar | Categorie                | Film                | Prijs     |
| ---- | ------------------------ | ------------------- | --------- |
| 1998 | Beste vrouwelijke bijrol | La niña de tus ojos | Nominatie |
| 1996 | Beste vrouwelijke bijrol | Libertarias         | Nominatie |
| 1990 | Beste vrouwelijke bijrol | ¡Átame!             | Nominatie |